# Université internationale d'Afrique orientale
Ne doit pas être confondu avec Université d'Afrique orientale.
L’université internationale d’Afrique orientale ( IUEA en sigle) est une université privée créée en 2010 à Kampala, Ouganda.

## Vue d'ensemble
L'université a été fondée en 2010 par Hassan. Son campus principal est situé à Kansanga (en), sur la route reliant Kampala à Ggaba, dans la partie sud-est de la région métropolitaine de Kampala, capitale et plus grande ville de l'Ouganda. IUEA est agréée par le Conseil national de l'enseignement supérieur ougandais (Ugandan National Council of High Education).
Le premier chancelier de l'IUEA est l'actuel gouverneur de la Banque centrale nationale de l'Ouganda, le professeur Emmanuel Tumusiime-Mutebile (en). Le vice-chancelier actuel est ingénieur égyptien Dawud, succédé le professeur Olubayi Olubayi (en) depuis août 2016.

## Coordonnées géographiques
Les coordonnées du campus universitaire sont : 0 ° 17' 05" N, 32 ° 36' 24" E (latitude : 0.284722 ; longitude : 32.606667).

## Facultés
Depuis juillet 2014, l'université internationale d'Afrique orientale dispose des facultés suivantes :
- Faculté de sciences Économiques et de Gestion ;
- Faculté des sciences d'Ingénieur ;
- Faculté de sciences informatiques ;
- Faculté de droit.

## Personnalités liées

### Anciens professeurs
- Olubayi Olubayi (en) : scientifique et écrivain kényan, ancien vice-chancelier
- Emmanuel Tumusiime-Mutebile (en) : économiste et banquier ougandais, chancelier

### Anciens élèves célèbres
- Bobi Wine : musicien et politicien ougandais
- Amini Cishugi : écrivain youtubeur congolais